# Cork Bohemians Football Club
Le Cork Bohemians Football Club est un club de football basé à Cork en Irlande. Il est participe au championnat d'Irlande de football lors des saisons 1932–1933 et 1933–1934. Il est ainsi le deuxième club de Cork à intégrer le championnat et un des huit ayant ou continuant à jouer dans celui-ci.

## Histoire
Le Cork Bohemians Football Club a été créé dans les premières années du XXe siècle,. Pendant les années 1920, le Cork Bohemians participe à la Munster Senior League jouant contre des clubs comme le Cobh Ramblers FC ou Mallow United. Les Bohemians disputent aussi la Munster Senior Cup. Ils sont finalistes pour la toute première fois en 1926 mais ils sont alors battus par le Fordsons Football Club. Les Bohemians remportent cette compétition à six reprises entre 1927 et 1943.
En 1928, les Cork Bohemians font leur première apparition en Coupe d'Irlande. Lors du premier tour ils sont opposés aux tenants du titre, Athlone Town, et perdent cinq buts à trois. Entre  1928 et 1934, ils font sept apparitions successives en Coupe d'Irlande. Ils se qualifient à deux reprises pour le deuxième tour,.
Le Cork Bohemian Football Club intègre le championnat d'Irlande de football en 1932. Au terme de la saison précédente les clubs de Brideville et Jacob's ne voient pas leur licence renouvelée et le Waterford FC se retire du championnat. La FAI leur cherche donc des remplaçants et intègre les Bohemians à l'épreuve. Le club devient ainsi le deuxième club de la ville de Cork à jouer dans le championnat national après le Fordsons FC/Cork FC. Cork Bohemians suit alors l'exemple de son devancier en allant chercher en Irlande du Nord et en Angleterre. Parmi ceux-ci d'anciens internationaux ou des jeunes en devenir. Parmi ceux-ci Bill Lacey et Mick McCarthy. Le 25 février 1934 Miah Lynch devient le seul joueur du club à être sélectionné en équipe nationale. Lynch joue contre la Belgique lors d'un match qualificatif pour la Coupe du monde joué à Dalymount Park à Dublin.
Après un début de championnat encourageant et notamment un derby contre le Cork FC disputé devant 15 000 spectateurs, Cork Bohemians voit sa situation financière se gâter. Le club est obligé de licencier huit joueurs professionnels et termine la saison à l'avant dernière place. la saison 1933-34 s'avère économiquement difficile pour l'ensemble des clubs du championnat, et pour Cork Bohemians en particulier. Les voyages hebdomadaires vers Dublin ou Dundalk s'avèrent particulièrement désastreux pour leurs maigres finances. Et comme les recettes des matchs à domicile ne sont pas conformes aux espérances le club se trouve très rapidement en difficulté. Au cours de la saison, le club ne peut même pas se déplacer à Bray. Le match est alors perdu sur tapis vert et les points attribués aux Bray Unknowns. Le club se trouve un peu plus tard dans l'incapacité à régler les 5% de la somme des recettes du stade dus à la fédération. Il est alors suspendu temporairement. Il faut une semaine pour rassembler la somme et être réintégré. Mais le mal est fait, le rétablissement n'est que temporaire. Les Cork Bohemians se retrouvent dans l'incapacité de réunir les 15 livres sterling nécessaires au déplacement vers Dublin pour y affronter le Dolphin FC en Coupe de la Ligue prévu pour le 28 avril. Le 22 avril 1933 le Cork Bohemians Football Club démissionne de la Ligue et abandonne de fait le championnat.
Le Cork Bohemians continue ensuite à jouer au niveau amateur dans le championnat du Munster.

## Palmarès
Cork Bohemians ne remporte aucune compétition à l'échelle nationale en Irlande à part une compétition amateur la FAI Intermediate Cup. Ses principales victoires ont lieu dans les épreuves de la province du Muster.
- Munster Senior League
  - Vainqueur en 1930–1931, 1937–1938 et 1940–1941
- Munster Senior Cup
  - Vainqueur en 1926–1927, 1927–1928, 1930–1931, 1931–1932, 1932–1933, 1942–1943
- FAI Intermediate Cup
  - Vainqueur en 1927–1928, 1930–1931